# ペッティング
ペッティング（英: petting）は、男性器の挿入（性交）を除いた性行為である。日本でのペッティングは主に愛撫することを指すが、風俗店では本番行為以外のすべての性行為をペッティングと定義して総称しているところもある。ペットに進行形のingを付け加えたのが語源である。

## 概要
昭和後期以降の若者の間に、「ABC」という隠語がある。この場合、Aはキス、Bはペッティング、Cはセックス（性交）を意味する。A、B、Cと段階を踏むごとに異性同士の接触が濃厚になることからも窺えるように、思春期から結婚前の男女間や近親姦において、妊娠・性感染症の危険性や処女を失うことへのためらい、性交同意年齢など心理的に罪悪感や様々な抵抗がある。そのため性交まで至らず、その前段階に留まりつつも身体的に快感を追求している状態こそが、中盤を取り持つペッティングであった。
また、同性愛の他に異性愛でも性ホルモン（性的興奮）の分泌が少ない年代（思春期前や高齢者）同士のため、ペッティングという形態を取ることもある。
ただし、精子が膣内に入れば妊娠する可能性がある。また、ペッティングの場合は性感染症への確率が性交に比べて低くなるが、オーラルセックスなどでパートナーの体液が自分の体に接触すると感染の可能性がある。
日本性教育協会第4回青少年の性行動調査によると、ペッティングの経験が男性は19歳、女性は20歳で50%を超える。
ファッションヘルスではキス（A）・ペッティング（B）は行われても、性交（C）は行われない（禁止されている）。